# Ryan Grant
Ryan Grant (nacido el 8 de octubre de 1985 en Kirkcaldy, Fife) es un jugador profesional de rugby, internacional por Escocia. Juega de pilar. Su primer partido con la selección de Escocia fue contra Australia en Newcastle el 5 de junio de 2012. Actualmente juega para los Glasgow Warriors.
Educado en la Alice Smith School en Kuala Lumpur, Malasia. Juega como pilar de los Glasgow Warriors, y previamente jugó para los equipos escoceses profesionales Border Reivers y Edinburgh Rugby haciendo que sea uno de los pocos jugadores que ha jugado con los tres equipos profesionales de Escocia. Es un exsoldado.
Debutó en el primer partido de la gira de verano de 2012, comenzando contra Australia en el Hunter Stadium de Nueva Gales del Sur. Siguió en las dos victorias posteriores sobre Fiyi y Samoa. Ryan Grant se ha convertido en pieza clave de Escocia desde la histórica victoria contra los Wallabies en Australia en 2012. 
Ha jugado en el Torneo de las Seis Naciones 2013, destacando como placador, siendo el quinto, con 52. Jugó el partido contra Francia en el Stade de France el 16 de marzo de 2013. Salió como titular en los cinco partidos, pero fue sustituido por Low en dos de ellos: en el segundo partido, contra Italia, en el minuto 59; en el quinto partido, contra Francia en el minuto 64. En la tercera jornada, contra Irlanda, el árbitro inglés Wayne Barnes lo excluyó en el minuto 16, con ello se acentuó la superioridad de los irlandeses, pero no pudieron igualar el marcador tras fallar su primero golpe de castigo.